# Victor Maddern
Victor (Jack) Maddern est un acteur anglais, né le 16 mars 1926 à Ilford (Grand Londres), mort le 22 juin 1993 à Londres.

## Biographie
Après son enrôlement vers la fin de la Seconde Guerre mondiale, Victor Maddern étudie à la Royal Academy of Dramatic Art. Puis il joue au théâtre entre autres à Londres, notamment dans Caligula d'Albert Camus en 1964 (avec Andrew Ray) et L'Opéra de quat'sous de Bertolt Brecht — sur une musique de Kurt Weill — en 1973 (avec Hermione Baddeley).
Au cinéma, il débute dans deux films sortis en 1950, dont Ultimatum de John et Roy Boulting (avec Barry Jones et André Morell). Parmi ses autres films britanniques, majoritaires, citons Commando sur la Gironde de José Ferrer (1955, avec le réalisateur et Trevor Howard), Les Mutinés du Téméraire de Lewis Gilbert (1962, avec Alec Guinness et Dirk Bogarde) et Chitty Chitty Bang Bang de Ken Hughes (1968, avec Dick Van Dyke et Sally Ann Howes).
S'y ajoutent quelques films américains (ou coproductions américano-britanniques), dont Marin du roi de Roy Boulting (1953, avec Jeffrey Hunter et Michael Rennie) et Exodus d'Otto Preminger (1960, avec Paul Newman et Eva Marie Saint).
Le dernier de ses quatre-vingt-deux films, auquel il prête sa voix, est le dessin animé Freddie, agent secret de Jon Acevski (avec la voix de Ben Kingsley dans le rôle-titre), sorti en août 1992, quelques mois avant sa mort à Londres (en 1993), à 67 ans.
Pour la télévision, entre 1950 et 1992, Victor Maddern contribue à cinq téléfilms et soixante-dix-sept séries (surtout britanniques, mais également américaines). Mentionnons Perry Mason (un épisode, 1963), Chapeau melon et bottes de cuir (un épisode, 1966), Le Prisonnier (un épisode, 1967), Le Saint (deux épisodes, 1967-1968) et Doctor Who (épisode Fury from the Deep, 1968).

## Filmographie partielle

### Cinéma
- 1950 : La nuit commence à l'aube (Morning Departure) de Roy Ward Baker : Hillbrook, télégraphiste
- 1950 : Ultimatum (Seven Days to Noon) de John et Roy Boulting : Soldat Jackson
- 1951 : Les Trafiquants du Dunbar (Pool of London) de Basil Dearden : Le premier conducteur de tramway
- 1951 : The House in the Square de Roy Ward Baker : L'homme au geiger
- 1952 : La Femme du planteur (The Palnter's Wife) de Ken Annakin : Un opérateur radio
- 1952 : Cinq heures de terreur (Time Bomb) de Ted Tetzlaff : Le saboteur
- 1953 : Les femmes connaissent la musique (Street of Shadows) de Richard Vernon : Danny « Limpy » Thomas
- 1953 : Tonnerre sur Malte (Malta Story) de Brian Desmond Hurst : Un soldat grincheux
- 1953 : Marin du roi (Single-Handed) de Roy Boulting : Willy Earnshaw, signaleur
- 1954 : The Sea Shall Not Have Them de Lewis Gilbert : Gus Westover
- 1954 : Évasion (The Young Lovers) d'Anthony Asquith : Un marin
- 1954 : Cour martiale (Carrington V.C.) d'Anthony Asquith : le Bombardier Owen
- 1955 : Vivre un grand amour (The End of the Affair) d'Edward Dmytryk : Le premier orateur
- 1955 : La Nuit où mon destin s'est joué (The Night My Number Came Up) de Leslie Norman : Un ingénieur
- 1955 : Commando sur la Gironde (The Cockleshell Heroes) de José Ferrer : Sergent Craig
- 1955 : Des pas dans le brouillard (Footsteps in the Fog) d'Arthur Lubin : Jones
- 1956 : Ce sacré z'héros (Private's Progress) de John Boulting : Soldat George Blake
- 1956 : The Last Man to Hang? de Terence Fisher : Bonaker
- 1956 : Commando en Corée (A Hill in Korea) de Julian Amyes : Soldat Lindop
- 1957 : Flammes dans le ciel (The Man in the Sky) de Charles Crichton : Joe Biggs
- 1957 : Sainte Jeanne (Saint Joan) d'Otto Preminger : Un soldat anglais
- 1957 : Il était un petit navire (Barnacle Bill) de Charles Frend : Figg
- 1957 : Pour que les autres vivent (Seven Waves Away) de Richard Sale : Willy Hawkins
- 1958 : Gai, gai, marions-nous (Happy Is the Bride) de Roy Boulting : Le stewart dans la boutique
- 1958 : Agent secret S.Z. (Carve Her Name With Pride) de Lewis Gilbert : Le sergent instructeur en parachutisme
- 1958 : Le Sang du vampire (Blood of the Vampire) d'Henry Cass : Carl
- 1958 : Le Perceur de coffres (The Safecracker) de Ray Milland : Morris
- 1958 : Dunkerque (Dunkirk) de Leslie Norman : Un homme de la marine marchande
- 1958 : Le Point de chute (The Square Peg) de John Paddy Carstairs : Un caporal
- 1958 : Contre-espionnage à Gibraltar (I Was Monty's Double) de John Guillermin : Le sergent d'ordonnance
- 1959 : Après moi le déluge (I'm All Right Jack) de John Boulting : Knowles
- 1959 : L'Île des réprouvés (The Siege of Pinchgut) d'Harry Watt : Bert
- 1960 : Pages indiscrètes (Please Turn Over) de Gerald Thomas : Le directeur
- 1960 : Coulez le Bismarck ! (Sink the Bismarck!) de Lewis Gilbert : Un matelot
- 1960 : Petticoat Pirates de David MacDonald : CPO Nixon
- 1960 : Exodus d'Otto Preminger : Un sergent
- 1960 : Les Loustics à l'hosto (Carry On Constable) de Gerald Thomas
- 1962 : Les Mutinés du Téméraire (H.M.S. Defiant) de Lewis Gilbert : Dawlish
- 1964 : Arrête ton char Cléo (Carry on Cleo) de Gerald Thomas : Le sergent-major
- 1965 : Bunny Lake a disparu (Bunny Lake Is Missing) d'Otto Preminger : Un chauffeur de taxi
- 1966 : Le Cirque de la peur (Circus of Fear) de John Llewellyn Moxey : Mason
- 1967 : The Magnificent Two de Cliff Owen : Un soldat ivre
- 1967 : Run Like a Thief de Bernard Glasser : Abel Baker
- 1968 : Chitty Chitty Bang Bang de Ken Hughes : Le ferrailleur
- 1968 : Le Peuple des abîmes (The Lost Continent) de Michael Carreras : Le second
- 1969 : The Magic Christian de Joseph McGrath : Le vendeur de hot dog
- 1970 : Cromwell de Ken Hughes : Un bourreau
- 1972 : Steptoe and Son de Cliff Owen : Un chauffeur
- 1978 : Carry on Emmanuelle de Gerald Thomas : Un client de la laverie automatique
- 1992 : Freddie, agent secret (Freddie as F.R.O.7) de Jon Acevski (film d'animation) : Le vieux corbeau (voix)

### Télévision
(séries, sauf mention contraire)
- 1960 : Robin des Bois (The Adventures of Robin Hood), saison 4, épisode 13 The Charm Pedlar de Peter Seabourne : Hugo
- 1961-1962 : Sir Francis Drake, le corsaire de la reine (Sir Francis Drake), saison unique, épisode 7 Le Courtisan (Boy Jack, 1961 - Le cuisinier du navire) de Clive Donner et épisode 13 Au bout du monde (The Doughty Plot, 1962 - Brewer) de David Greene
- 1963 : Bonanza, saison 5, épisode 2 A Passion for Justice : Dan Stoker
- 1963 : Hold My Hand, Soldier, téléfilm de John Llewellyn Moxey : rôle non-spécifié
- 1963 : Perry Mason, première série, saison 7, épisode 8 The Case of the Floating Stones de Don Weis : Gilbert Tyrell
- 1966 : Chapeau melon et bottes de cuir, première série (The Avengers), saison 4, épisode 16 Le jeu s'arrête au 13 (The Thirteenth Hole) de Roy Ward Baker : Jackson
- 1966 : Alias le Baron (The Baron), saison unique, épisode 30 Adieu au passé (Farewell to Yesterday) de Leslie Norman : Dino
- 1967 : Le Prisonnier (The Prisoner), saison unique, épisode 10 Le Marteau et l'Enclume (Hammer Into Anvil) : Le chef de fanfare
- 1967-1968 : Le Saint (The Saint)
  - Saison 5, épisode 16 Les Championnes (The Fast Women, 1967) de Leslie Norman : Enrico Montesino
  - Saison 6, épisode 11 Mort naturelle (The Scales of Justice, 1968) : Jim Cowdry
- 1968 : Doctor Who, saison 5, épisode 6 Fury from the Deep, parties I à VI : Robson
- 1970 : Mon ami le fantôme [Randall and Hopkirk (Deceased)], saison unique, épisode 19 A Sentimental Journey de Leslie Norman : Détective-sergent Watts
- 1973 : Prince noir (The Adventures of Black Beauty), saison 1, épisode 26 Father and Son : Michael Grot
- 1985 : Miss Marple, saison unique, épisode 2 La Plume empoisonnée (The Moving Finger) de Roy Boulting : Constable Johnson
- 1989-1990 : Le Tour du monde en quatre-vingts jours (Around the World in 80 Days), mini-série, épisodes 1, 2 et 3 : Le préposé aux tickets à Liverpool

## Théâtre à Londres (sélection)
- 1954 : The Duenna de Richard Brinsley Sheridan, adaptation de Julian Slade
- 1964 : Caligula d'Albert Camus
- 1969 : Mixed Doubles d'auteurs divers (dont Harold Pinter)
- 1973 : L'Opéra de quat'sous (The Threepenny Opera), pièce de Bertolt Brecht avec musique de Kurt Weill, adaptation de Hugh MacDiarmid, mise en scène de Tony Richardson
- 1985 : The Fighting Chance de N. J. Crisp